# NGC 2554
NGC 2554 é uma galáxia espiral (S0-a) localizada na direcção da constelação de Cancer. Possui uma declinação de +23° 28' 20" e uma ascensão recta de 8 horas, 17 minutos e 53,4 segundos.
A galáxia NGC 2554 foi descoberta em 28 de Fevereiro de 1785 por William Herschel.